# Ruská námořní základna v Tartúsu
Ruské námořní zařízení v Tartúsu je námořní základna Námořnictva Ruské federace pronajatá od vlády Sýrie. Přístav se nachází v severní části města Tartús. Do roku 2017 oficiální ruské zdroje klasifikovaly instalaci jako materiálně-technický podpůrný bod (rusky Пункт материально-техническое спечение, ПМТО), a nikoli jako základnu. Tartús je podpůrným bodem ruského námořnictva pro opravy a údržbu vybavení ve Středozemním moři, čímž ušetří ruským válečným lodím cestu na jejich základny v Černém moři přes úžiny Bospor a Dardanely.

## Historie
Základna v Tartúsu je pro Rusko strategickým místem. Od roku 1971 tam mělo svou základnu už sovětské námořnictvo. Používat ji přestalo po rozpadu Sovětského svazu. Ruské námořnictvo se na základnu vrátilo roku 2012. Stala se hlavní ruskou zámořskou bází. Využívána je i v rámci ruské vojenské intervence v Sýrii. Před otevřenou ruskou invazí na Ukrajinu v únoru 2022 ruské námořnictvo posílilo svou přítomnost na základně v Tartúsu. Na místě byly i dva raketové křižníky třídy Slava. Základnu využívaly lodě, které měly být vyslány do Černého moře, čemuž zabránilo uzavření úžin Tureckem.
Do února 2024 Rusko udržovalo pravidelné lodní tranzity do Černého moře, přezdívané „syrský expres“. Na jejich přerušení mohlo mít vliv riziko ukrajinských dronů. V prosinci 2024 byly na základně přítomny dvě fregaty Projektu 22350, jedna fregata Projektu 11356 a jedna konvenční ponorka Projektu 636.3, doplněné dvěma pomocnými plavidly.

### Stahování ruského námořnictva
V prosinci roku 2024 zahájily povstalecké skupiny, mezi nimi Tahrír al-Šám, ofenzívu v  Sýrii proti Ruskem podporované Syrské arabské armádě a obsadily Aleppo.
Ráno 3. prosince zaznamenali analytici Droxford Maritime, jak jeden tanker a několik válečných lodí opouští přístav Tartús. K večeru analytici M T Anderson potvrdili, že základna je prázdná.
Dvě fregaty třídy Admiral Gorškov, jedna fregata třídy Admiral Grigorovič, ponorka třídy Kilo a dvě pomocné lodě, jednou z nich je tanker Jelňa, odpluly do Středomoří. 5. prosince se jednotky syrského prezidenta Bašára al-Asada zapojily do bojů s povstalci, kteří postupují na předměstí Hamá, které je vzdáleno jen 52 mil (84 km) od Tartúsu.